# 2016年リオデジャネイロパラリンピックのトルクメニスタン選手団
2016年リオデジャネイロパラリンピックのトルクメニスタン選手団（2016ねんリオデジャネイロパラリンピックのトルクメニスタンせんしゅだん）は、2016年9月7日から9月18日までブラジルのリオデジャネイロで開催された2016年リオデジャネイロパラリンピックトルクメニスタン選手団の名簿。

## 選手団
- 人員: 選手 2人

## 種目別選手・スタッフ名簿及び成績

### パワーリフティング
- セルゲイ・メラゼ（男子72kg級）記録なし
- マヤゴゼル・エケエワ（女子73kg級）105、5位